# Castro Caldelas (parroquia)
Castro Caldelas (llamada oficialmente San Sebastián de Castro Caldelas) es una parroquia y una villa del municipio español de Castro Caldelas, en la provincia de Orense, Galicia.

## Organización territorial
La parroquia está formada por seis entidades de población, constando cuatro de ellas en el nomenclátor del Instituto Nacional de Estadística español:
- Barreal
- Castro Caldelas (O Castro de Caldelas)
- La Pena (A Pena)
- Rasa Baja (A Rasa)
- Real de la Pousa (O Real da Pousa)
- Villanueva (Vilanova)

## Demografía

### Parroquia
| Gráfica de evolución demográfica de Castro Caldelas (parroquia) entre 2000 y 2022 |
|                                                                                   |
| Datos según el nomenclátor publicado por el INE.                                  |

### Villa
| Gráfica de evolución demográfica de Castro Caldelas (villa) entre 2000 y 2022 |
|                                                                               |
| Datos según el nomenclátor publicado por el INE.                              |